# Malayotyphlops kraalii
Malayotyphlops kraalii es una especie de serpiente de la familia Typhlopidae.

## Distribución geográfica
Es endémica de las islas Kai y de Ceram (Indonesia).